# 양문여장
양문여장(楊門女將之軍令如山, 양문녀장지군령여산, The Legendary Amazons, 레전더리 아마존)은 중국에서 제작된 진훈기 감독의 2011년 무협, 액션 영화이다. 장백지 등이 주연으로 출연하였고 성룡 등이 제작에 참여하였다.

## 출연

### 주연
- 장백지
- 임현제
- 장첸

### 조연
- 정패패
- 류샤오칭
- 진자함
- 금교교
- 양자동
- 과춘염
- 오시마 유카리
- 이정
- 저우하이메이
- 류둥
- 우나
- 조천우